# Copiapoa grandiflora
Copiapoa grandiflora (укр. Коп'япоа грандіфлора, Коп'япоа великоквіткова від лат. grandis — великий та лат. floris — квітка) — вид сукулентних рослин з роду коп'япоа (Copiapoa) родини кактусових.

## Місця зростання
Ареал цього виду — північ Чилі (Есмеральда).

## Морфологічний опис
Напівкуляста, одиночна рослина, яка з віком сильно утворює пагони.
Ребер 12-18 — виразні.
Ареоли близько 0,5 см діаметром.
Радіальних колючок 6-8, сірих, до 1,8 см завдовжки. Центральних колючок 1-2, коричневих або чорнуватих, грубих, жорстких. Крайні колючки дещо прилеглі, сірі.
Квітки 3 см завдовжки і 5,5 см діаметром, разюче великі, блідо-жовті, зовні з легкою домішкою червоного.
Плоди 1,6 см діаметром, більші, ніж у подібних видів, а також з більш потужними і більше тупими лусочками.

## Охоронні заходи
Copiapoa grandiflora входить до Червоного Списку Міжнародного Союзу Охорони Природи видів під загрозою зникнення (EN).